# Sister Wife
Sister Wife ist ein israelischer Dokumentarfilm aus dem Jahr 2000.

## Handlung
Der Film zeigt eine Gruppe Afroamerikaner, die im Jahr 1969 in den Süden Israels zogen, um dort eine polygame israelitische Gemeinde zu gründen. Die Mitglieder dieser Gemeinden wurden bekannt als hebräische Israeliten, die nur an das Gesetz der Thora glauben und wie in biblischen Zeiten die Vielehe praktizieren.

## Veröffentlichung
Uraufgeführt wurde der Film im Juli 2000 in Israel auf dem Jerusalem Film Festival und im Oktober 2001 in den Vereinigten Staaten auf dem Chicago International Film Festival, wo er für einen Gold Hugo nominiert wurde.